# Colapso del edificio Space
El colapso del edificio Space fue una tragedia ocurrida en Medellín, Colombia, el 12 de octubre de 2013. A las 8:17 PM, la torre 6 del conjunto residencial se derrumbó, dejando como saldo 12 personas fallecidas y 2 heridas.
Este colapso se convirtió en uno de los desastres estructurales más graves en la historia reciente del país y generó un amplio debate sobre los estándares de construcción, la regulación de la industria inmobiliaria y la responsabilidad de las empresas constructoras en Colombia.
Asimismo, se constituyó en el primer episodio de la crisis de los edificios enfermos en Medellín, en la que se descubrió que múltiples edificios, muchos de ellos construidos por el mismo grupo empresarial que construyó el Space, presentaban fallas estructurales.

## Construcción e historia
El proyecto Space, ubicado en la carrera 24D #10E-120, sector loma del Padre Marianito en la comuna 14 (El Poblado) de Medellín, fue un complejo residencial de concreto reforzado diseñado por el arquitecto Laureano Forero, con planos estructurales del ingeniero Jorge de Jesús Aristizábal, y construido por Lérida CDO, parte del Grupo CDO. 
Su construcción se llevó a cabo entre 2006 y 2013, abarcando un área de 10.800 metros cuadrados. El proyecto constaba de seis etapas (o torres), diseñadas como una estructura unificada, aunque cada una presentaba diferentes alturas y niveles de sótanos.
Las primeras etapas tenían entre dos y tres sótanos, mientras que la última, la Torre 6, alcanzaba 23 pisos sobre cuatro sótanos, siendo la más alta del conjunto.
El complejo ofrecía aproximadamente 160 apartamentos tipo loft y dúplex de entre 60 y 150 metros cuadrados, promocionados como construcciones tradicionales con sistemas de columnas, vigas y mampostería. 
Sin embargo, tras el colapso de la Torre 6 y el análisis de los escombros y las estructuras restantes, se determinó que no se utilizó un sistema constructivo tradicional, sino una combinación de distintos sistemas.

## Problemas estructurales y advertencias previas
Desde su construcción, el edificio Space en Medellín enfrentó serios problemas estructurales, que fueron señalados tanto por residentes como por expertos en construcción. 
Tal y como se pudo conocer durante el proceso penal contra Pablo Villegas y María Cecilia Posada, directivos de Lérida CDO, y Jorge de Jesús Aristizábal, ingeniero calculista, varios empleados registraron en las memorias de cálculo y en las bitácoras de construcción que las columnas de la Torre 6 seguían el mismo diseño estructural que las de la Torre 1, a pesar de que esta última tenía solo un tercio de la altura de la Torre 6 del conjunto. .
Además, durante la construcción se evidenció el asentamiento desigual en las columnas, lo que causó una presión desigual que comprometió la estructura.
En sus intentos por corregir esto, Lérida CDO intentó arreglar estos hundimientos reforzando la base de una columna en particular (llamada R3) con dos pilotes adicionales. Sin embargo, esto no fue suficiente y, unos meses después, otras columnas cercanas (S3 y S5) también mostraron problemas graves de compresión, con fallas en las columna S3 justo un día antes del colapso del edificio.
Durante la construcción, CDO tuvo dificultades para alcanzar la profundidad necesaria para los pilotes de la cimentación, y tampoco pudo darle la forma adecuada a la base, lo cual era importante para asegurar la estabilidad. Esto se atribuyó a problemas geotécnicos, como la presencia de aguas subterráneas y acuíferos en profundidad.
La edificación del conjunto residencial Space, presentó problemas de asentamientos diferenciales, los cuales fueron atendidos mediante intervenciones en la cimentación en agosto de 2013. Otros problemas estructurales fueron apreciados, como la falta de rigidez del edificio, que llevó a que se presentaran deflexiones en las losas, lo cual se solucionó recubriendo con concreto aligerado.
Aún sin que la obra hubiera sido finalizada, algunos de sus apartamentos empezaron a ser entregados a sus compradores. Durante ese tiempo, el edificio presentó fisuras y fallas en los acabados que los residentes creyeron que se relacionaban con el asentamiento de la edificación. 
Estas fisuras eran acompañadas de vibraciones anormales, como las que se registraron 32 meses antes de la caída de la torre 6, cuando un residente del edificio alertó a la Alcaldía de Medellín por las vibraciones que se sentían en su apartamento, lo que generó preocupación sobre la estabilidad de la estructura.
Asimismo, 7 meses antes de la caída de la torre 6, se registraron daños a la edificación que, según expertos, no eran atribuibles al paso del tiempo ni al proceso de asentamiento de la edificación.
Un mes antes de la tragedia, uno de los residentes reportó a la constructora fisuras en su apartamento, a lo que Lérida CDO respondiendo con un amarre o una costura.
A pesar de las constantes alertas sobre la seguridad del edificio, tanto la constructora Lérida CDO como las autoridades locales ignoraron estas advertencias durante un tiempo considerable. Fue solo tras la aparición de grietas significativas en la torre 6, la última construida y más cercana al colapso, que se llevaron a cabo inspecciones y reparaciones. 

## Un día antes de la tragedia
El día viernes 11 de octubre de 2013 en horas de la mañana, los habitantes del edificio Space se contactaron con el Departamento Administrativo de Gestión del Riesgo de Desastres (DAGRD), que administra el cuerpo oficial de bomberos de Medellín, solicitando una inspección al edificio.  
Según reportes de prensa, a las 9:10 AM los habitantes de la torre 6 escucharon un estruendo. Una de las habitantes reportó que su apartamento "estaba tan agrietado como si lo hubiera sacudido un terremoto". Otros habitantes reportaron grietas en balcones, cocinas, pareces y ascensores de "por lo menos cinco centímetros".
Tras una revisión, Lérida CDO les informó a los residentes de la edificación que no había riesgos. En igual sentido se expresó Jorge de Jesús Aristizábal, ingeniero calculista y responsable del diseño estructural de la edificación, quien horas antes del desplome del Space dijo a los medios que el daño estructural que se había presentado en la torre 6 "no implica ningún peligro de colapso del edificio".
Pero el DAGRD consideró que el daño que se presentó en la edificación, debido a que la columna S3, ubicada en el cuarto piso de la etapa 6 había fallado, ameritaba ordenar evacuar dicha etapa.De este modo, 51 familias que vivían en la torre 6 debieron abandonar el edificio hasta que la constructora hiciera una reparación que garantizaran la seguridad del edificio, así como un estudio patológico de la estructura.
La constructora también asumió inicialmente el pago de la estadía de los evacuados en hoteles o subsidios de arrendamientos, y previó que la reparación del edificio tomaría unos 4 o 5 días.

## El colapso
Tras la orden de evacuación emitida por la Alcaldía de Medellín para la Torre 6 del Edificio Space, la constructora Lérida CDO decidió enviar cuadrillas de trabajadores para reparar la falla estructural detectada. El procedimiento consistía en reforzar la columna afectada mediante un "complemento estructural metálico".
Para llevar a cabo esta tarea, Lérida CDO contrató a la empresa Ingeomed, fundada por los hermanos Juan Carlos y Jaime Botero, quienes se encargaron de "encamisar" la columna dañada. Contaron con el apoyo de los soldadores Luis Alfonso Marín y Albeiro Alcaraz, así como de trabajadores de la firma Concretodo, que seleccionó los empleados para las labores de reparación. Entre ellos estaban Álvaro José Bolívar Cañola, mecánico industrial, y los trabajadores Ricardo Castañeda, James Arango e Iván Darío González Álvarez.
Mientras los trabajadores se encontraban trabajando en el reforzamiento de la columna siniestrada, la totalidad de la etapa 6 colapsó el 12 de octubre de 2013 a las 8:17 p. m.
Mientras los equipos trabajaban en el reforzamiento de la columna, la Torre 6 colapsó súbitamente El colapso dejó un saldo de 12 víctimas mortales y 2 heridos. Entre las víctimas fatales, 10 eran trabajadores que realizaban las labores de refuerzo; uno era Wbeimar Contreras, vigilante que se encontraba en su primera noche de servicio en el edificio, y Juan Esteban Cantor, un residente que había ingresado al parqueadero momentos antes del desastre.
Para las labores de rescate, se desplegó el Cuerpo Oficial de Bomberos de Medellín, con el apoyo de otras unidades del valle de Aburrá. También se contó con el apoyo de 20 ambulancias, 12 unidades de rescate y más de 100 voluntarios.

## Investigaciones y consecuencias legales
Después del colapso, el caso fue objeto de múltiples investigaciones por parte de autoridades locales y nacionales para determinar las causas del desastre. Las investigaciones iniciales, encargadas por la Alcaldía de Medellín a la Universidad de los Andes, revelaron que el colapso fue consecuencia de fallos estructurales derivados de deficiencias en el diseño y construcción de la edificación, así como la utilización de materiales de baja calidad y una inspección deficiente por parte de la empresa constructora. 
Como resultado de las investigaciones, se iniciaron procesos judiciales contra la empresa Lérida CDO y otros involucrados en el diseño, construcción y supervisión del proyecto. En materia penal, la Fiscalía General de la Nación investigó a Pablo Villegas Mesa (gerente de Lérida CDO), María Cecilia Posada (directora de proyectos) y Jorge de Jesús Aristizábal Ochoa (ingeniero calculista) por el homicidio culposo de Juan Esteban Cantor. Esto se dio luego de que la constructora negociara indemnizaciones a las familias de los 11 trabajadores fallecidos, llevando así a la preclusión de sus casos.
Pese a ello, la familia Cantor insistió en el proceso penal, lo que llevó a que el 22 de enero de 2018, una juez de Medellín condenara a Villegas, Posada y Aristizábal por el homicidio culposo de Cantor. Estas condenas, ratificadas en julio del 2018 por el Tribunal Superior de Medellín, fueron finalmente 
La constructora fue declarada responsable de los daños y muertes causados por el colapso, lo cual derivó en sanciones legales y económicas. Además, la Superintendencia de Industria y Comercio de Colombia impuso multas y ordenó la demolición de las torres restantes en el complejo Space, un proceso que concluyó en 2014.

## Demoliciones
El 20 de enero de 2014 investigadores de la Facultad de Ingeniería de la Universidad de los Andes determinaron que el edificio se debería demoler parcialmente, puesto que la falta de capacidad estructural de las columnas del edificio no les permitía soportar las cargas normales a las cuales se vieron sometidas. Según las conclusiones, de haberse diseñado el edificio con la totalidad de los requisitos de la Ley 400 de 1997 la torre 6 no se hubiese derrumbado.
El 27 de febrero de 2014 la torre 5 del edificio Space fue demolida pero no se cumplieron los mecanismos necesarios para la demolición completa de la estructura. El 23 de septiembre de 2014 se demolió por completo lo que quedaba del edificio de apartamentos después de que se demoliera la torre 5. Este evento hizo que el ministro de vivienda del momento, Luis Felipe Henao, creara la ley denominada Antispace para frenar la construcción de edificaciones que no cumplieran rigurosamente los requisitos de la Ley 400 del 1997.

## Hechos posteriores
Posterior al colapso de la etapa 6, la totalidad de la edificación fue evacuada, la Alcaldía de Medellín contrató a la Universidad de los Andes para adelantar las investigaciones respectivas para determinar las causas más probables del colapso de la porción de la edificación correspondiente a la etapa 6.
Según el estudio realizado y las conclusiones entregadas a la Alcaldía por la Universidad de los Andes, el colapso de la etapa 6 tuvo relación principal con la falta de capacidad estructural de las columnas del Edificio Space. Estas, según el estudio, no se encontraban en capacidad de soportar las cargas normales a las cuales se vieron sometidas. Según las conclusiones, de haberse diseñado el edificio con la totalidad de los requisitos de la ley 400 del 97, la etapa seis no hubiera colapsado.
El 27 de febrero de 2014 la torre 5 del edificio Space fue demolida. El 23 de septiembre de 2014 se demolió por completo lo que quedaba del edificio de apartamentos después de que se demoliera la torre 5
Este evento hizo que el ministro de vivienda del momento, Luis Felipe Henao, creara la ley denominada Antispace para frenar la construcción de edificaciones que no cumplieran rigurosamente los requisitos de la Ley 400 del 1997.
En abril de 2018 los profesores Luis Enrique García, Francisco Correal y Luis Eduardo Yamín recibieron el ACI Design Award del American Concrete Institute por los resultados de investigación del colapso del Edificio Space.

## Sanciones
El colapso del Edificio Space en Medellín en 2013 desencadenó múltiples procesos legales que involucraron a la constructora Lérida CDO, sus directivos, ingenieros y autoridades municipales. 
En materia penal, la Fiscalía General de la Nación investigó la responsabilidad deVillegas Mesa (gerente de Lérida CDO), María Cecilia Posada (directora de proyectos) y Jorge de Jesús Aristizábal Ochoa (ingeniero calculista) por la muerte de Juan Esteban Cantor, el único residente del Space que falleció en la tragedia.  
En enero de 2018, el Juzgado Primero Penal del Circuito de Medellín condenó a estos directivos e ingenieros a penas entre 49 y 51 meses de prisión por homicidio culposo.
En julio de 2018, la Sala Penal del Tribunal Superior de Medellín confirmó en segunda instancia la condena, resaltando la existencia de aproximadamente 6.000 errores en la construcción y el uso inadecuado de materiales.
Posteriormente, la defensa interpuso un recurso de casación ante la Corte Suprema de Justicia. En junio de 2019, la Corte ordenó la libertad inmediata e incondicional de los condenados, al considerar que la familia de Juan Esteban Cantor había sido indemnizada integralmente, lo que extinguía la acción penal según la legislación vigente.
Por su parte, el Consejo Profesional Nacional de Ingeniería (COPNIA) de Colombia adelantó una investigación a los responsables del diseño, revisión y construcción del edificio la cual dio como resultado después de tres años y medio y en segunda instancia las siguientes sanciones:
- Diseñador estructural (Jorge Aristizábal): Cancelación de la matrícula profesional de por vida.
- Revisor estructural (Edgar Ardila): Cancelación de la matrícula profesional de por vida.
- Constructores del edificio (María Cecilia Posada y Pablo Villegas): Suspensión de la matrícula profesional entre 20 y 22 meses.
- Estudio de suelos (Bernardo Vieco): Suspensión de la matrícula profesional por 6 meses.

En septiembre de 2022, el Tribunal Administrativo de Antioquia condenó al Municipio de Medellín y a la constructora Lérida CDO a pagar aproximadamente $30.000 millones a los afectados por el colapso del Edificio Space, reconociendo la responsabilidad compartida en la tragedia. 

## Galería

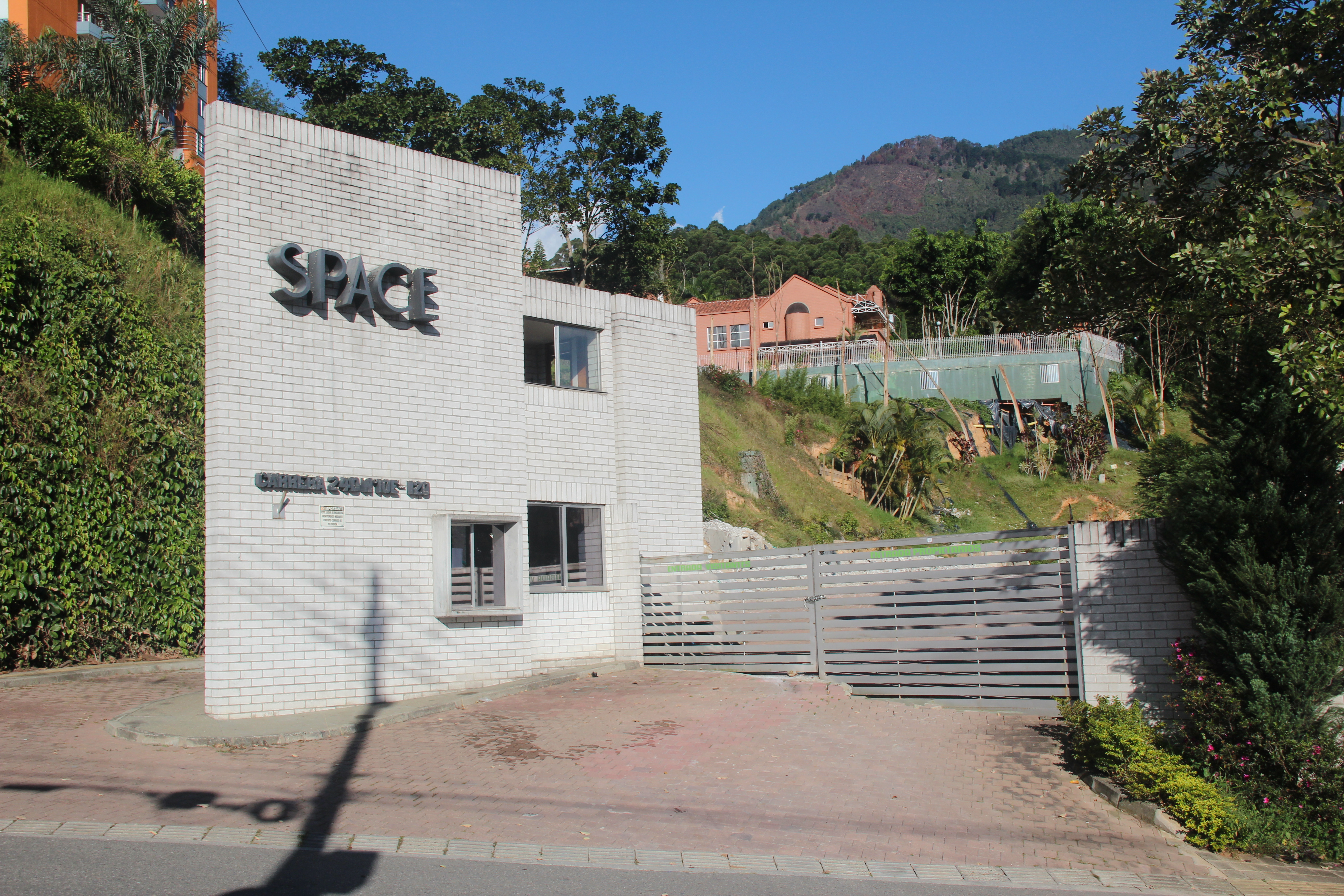
Portería del Edificio Space
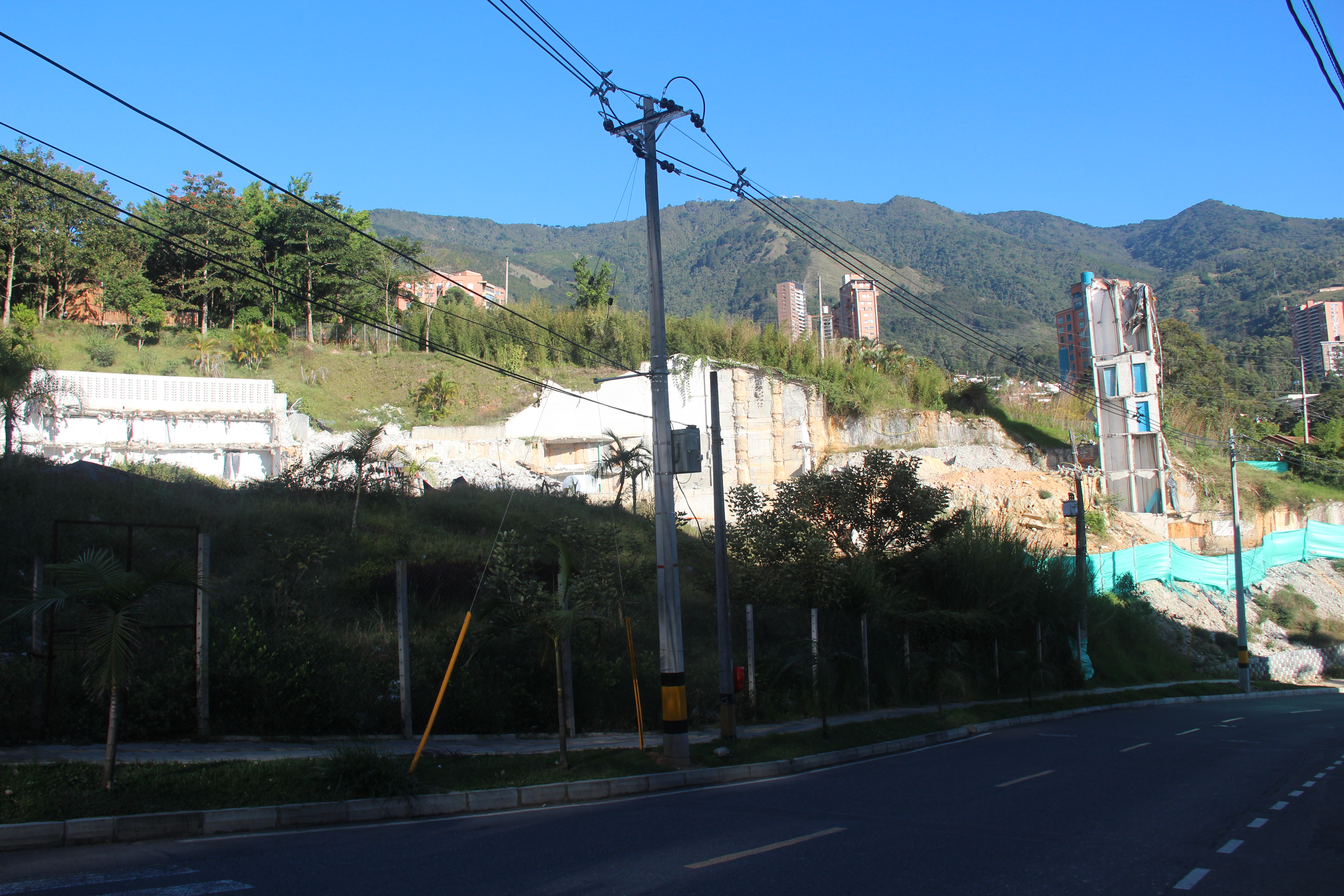
Predio del Edificio Space después del colapso
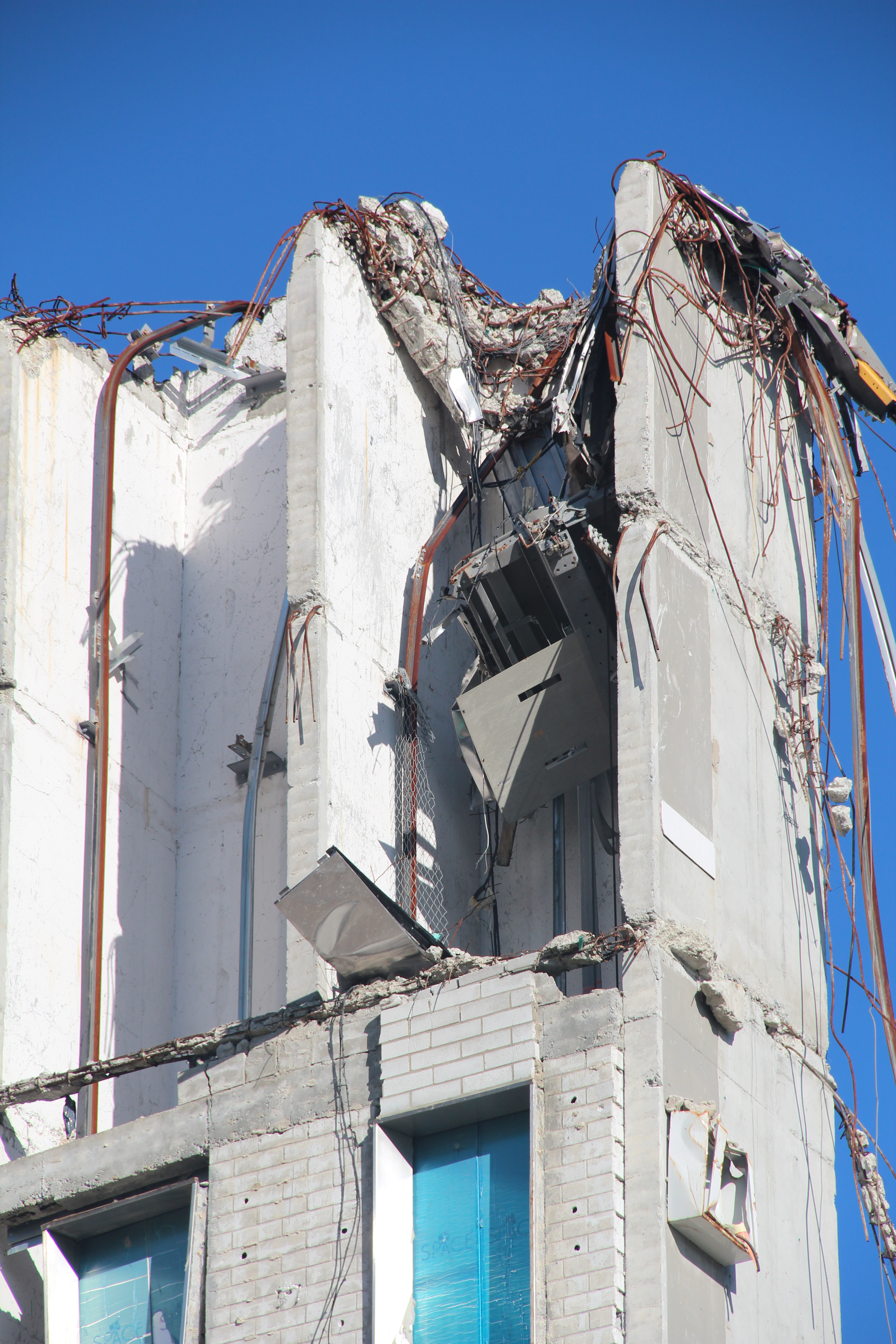
Detalle del foso de ascensores en el Edificio Space